# Moses Gikenyi
Moses Gikenyi (19 novembre 1972) è un ex calciatore keniota, di ruolo difensore.

## Carriera

### Nazionale
Con la nazionale keniota ha partecipato alla Coppa d'Africa 2004.